# 4th Marine Aircraft Wing

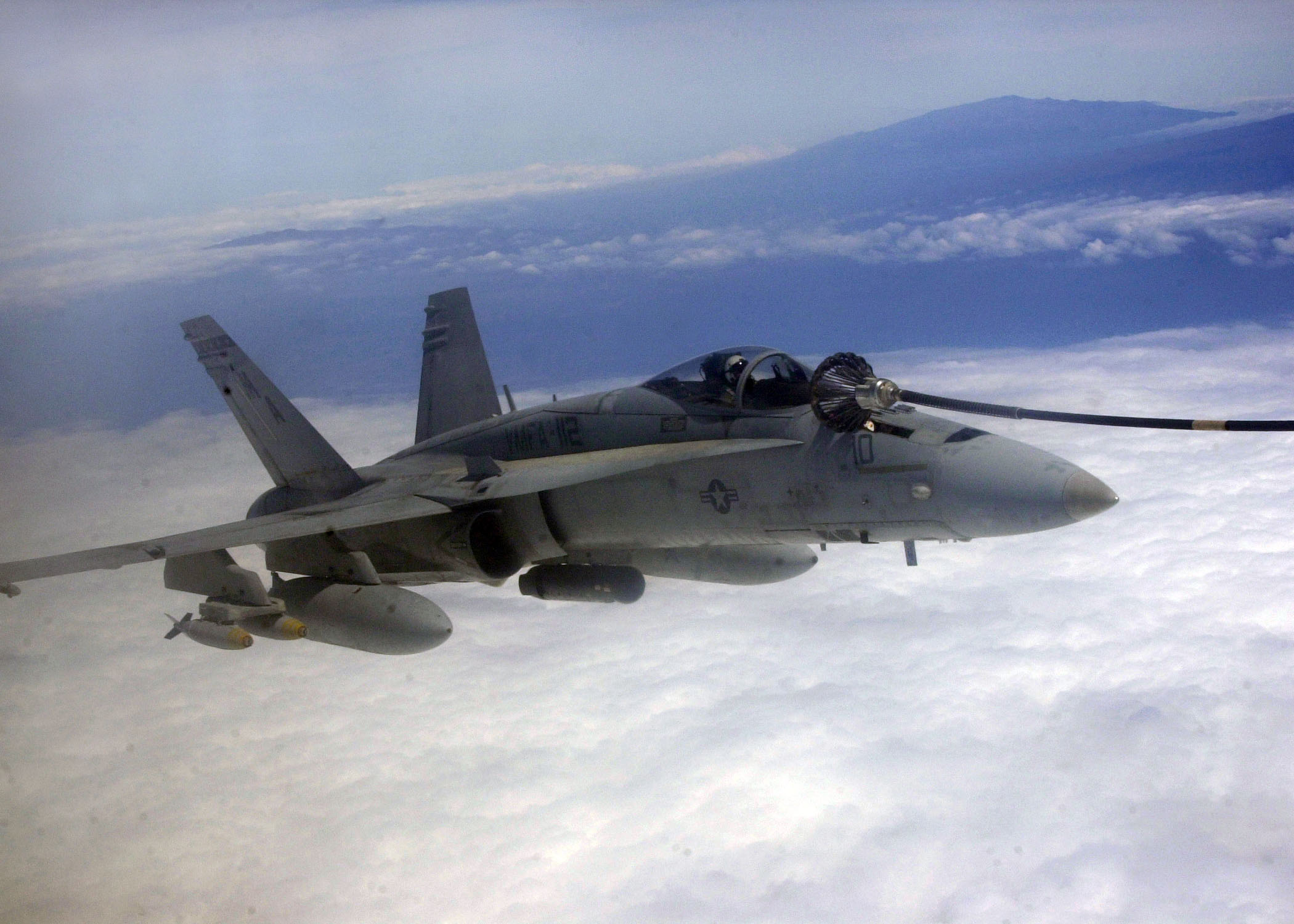
F/A-18 del VMFA-112

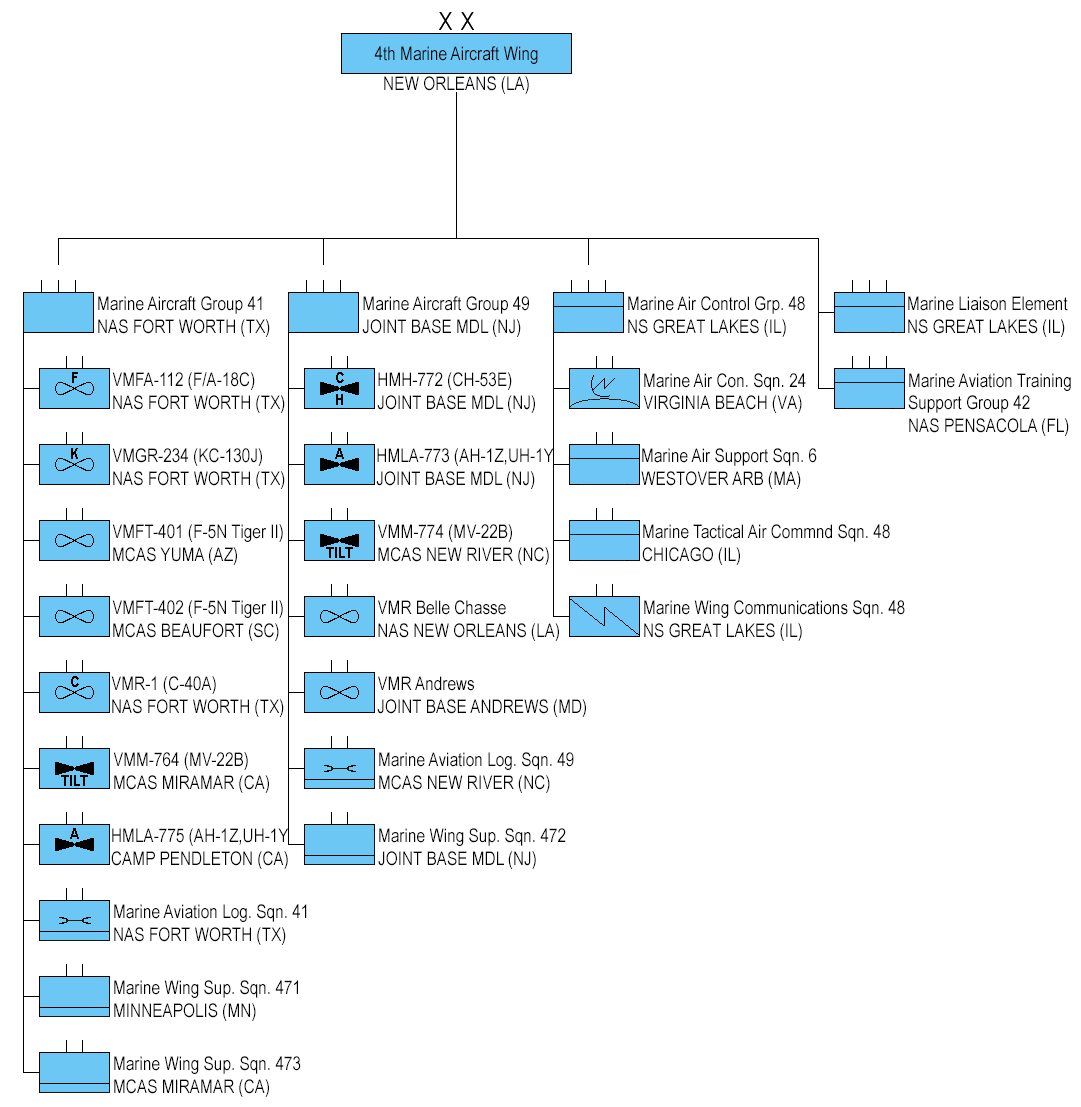
Struttura del 4th Marine Aircraft Wing

Il 4th Marine Aircraft Wing è uno stormo aereo della riserva dello United States Marine Corps. Il suo quartier generale è situato presso la Naval Air Station Joint Reserve Base New Orleans, in Louisiana.

## Equipaggiamento
Lo stormo dispone dei seguenti velivoli:
- 12 F/A-18A/C
- 7 KC-130J
- 12 KC-130T
- 2 RQ-21A
- 14 CH-53E
- 24 MV-22B
- 30 AH-1W
- 21 UH-1Y
- 12 F-5N

## Organizzazione
- Marine Wing Headquarters Squadron 4
- Marine Aircraft Group 41, Naval Air Station Joint Reserve Base Fort Worth, Texas
  -  Marine Aviation Logistics Squadron 41
  -  Marine Fighter/Attack Squadron 112, codice visivo di coda MA - Equipaggiato con 12 F/A-18A/C. Prevista la conversione sul F-35B Lightning II nel 2031. Nello stesso anno sarà costituito un secondo squadron, il VMFA-134
  -  Aerial Refueler and Transport Squadron 234, codice visivo di coda QH - Equipaggiato con 7 KC-130J
  - Marine Medium Tiltrotor Squadron 764, codice visivo di coda ML - Equipaggiato con 12 MV-22B
  -  Marine Light Attack Helicopter Training Squadron 775, codice visivo di coda WR - Equipaggiato con 11 AH-1W e 9 UH-1Y
  -  Marine Fighter Training Squadron 401, codice visivo di coda LS - Equipaggiato con 12 F-5N
  -  Marine Wing Support Squadron 471
  -  Marine Wing Support Squadron 473
  - Marine Transport Squadron 1
- Marine Aircraft Group 49, Joint Base McGuire-Dix-Lakehurst, New Jersey
  -  Marine Aviation Logistics Squadron 49
  -  Aerial Refueler and Transport Squadron 452, codice visivo di coda NY - Equipaggiato con 12 KC-130T
  -  Marine Light Attack Helicopter Training Squadron 773, codice visivo di coda MP/MN - Equipaggiato con 11 AH-1W e 7 UH-1Y
    - Detachment A, Naval Air Station Joint Reserve Base New Orleans, Louisiana - Equipaggiato con 8 AH-1W e 5 UH-1Y
    - Detachment B, Joint Base McGuire-Dix-Lakehurst, New Jersey
    - Detachment C, Robins Air Force Base, Georgia
    - Detachment D, Robins Air Force Base, Georgia

  -  Marine Medium Tiltrotor Squadron 774, Naval Air Station Norfolk, Virginia, codice visivo di coda MQ - Equipaggiato con 12 MV-22B
  -  Marine Heavy Helicopter Squadron 772, codice visivo di coda MT - Equipaggiato con 6 CH-53E
  -  Marine Wing Support Squadron 472
  - Marine Transport Squadron Andrews
  - Marine Transport Squadron Belle Chasse
- Marine Air Control Group 48, Fort Sheridan, Illinois
  -  Marine Tactical Air Command Squadron 48
  -  Marine Air Control Squadron 24
  -  Marine Air Support Squadron 6
  -  Marine Wing Communications Squadron 48
- Marine Aviation Training Support Group 42, Naval Air Station Pensacola, Florida